# Jussi Ylikoski
Jussi Ylikoski, noto anche con lo pseudonimo di Big Pharma (Helsinki, ...), è un musicista finlandese.

## Biografia
Dopo essere entrato nei Disco Ensemble, Ylikoski avviò una carriera come musicista elettronico adottando la sigla Big Pharma durante gli anni 2010. Ylikoski esordì da solista nel 2015 con i singoli Freedom Juice e United By The Night. Il suo primo album è Freedom Juice (2016). Dal 2020, Ylikoski fa parte dei Moon Shot.

## Discografia

### Album in studio
- 2016 Freedom Juice

### Singoli
- 2015 – Freedom Juice
- 2015 – United By The Night (con Ville Malja)
- 2015 – Bloods Unite (con Ringa Manner)
- 2015 – Fucking Live It Up (con Miikka Koivisto)
- 2016 – Midnight Call
- 2016 – Suburban Trap